# Gísli Halldórsson
Gísli Halldórsson (* 2. Februar 1927; † 27. Juli 1998) war ein isländischer Schauspieler.
Er war zunächst ein in Island bekannter Bühnenschauspieler und -regisseur. In Deutschland wurde er 1991 in der Hauptrolle des Geiri im Friðrik Þór Friðrikssons Children of Nature – Eine Reise bekannt. Er war unter anderem auch in Friðrikssons Filmen Cold Fever und Devil’s Island zu sehen.